# نشان ملی لیتوانی
نشان ملی لیتوانی شامل یک شوالیهٔ سوار بر اسب است که یک شمشیر در یک دست و یک سپر در دست دیگر دارد. لیتوانی‌ها در زبان خودشان به آن ویتیس (Vytis) می‌گویند. در بخش پانزده قانون اساسی لیتوانی گفته شده که در همه‌پرسی صورت گرفته در ۱۹۹۲ تصمیم بر آن شد که نشان ملی از یک ویتیس سفید بر روی یک زمینهٔ قرمز تشکیل شده باشد. بخش سفید از جنس نقره و صلیب دوتایی روی سپر از جنس طلا است.

## ترجمه
احتمالاً ویتیس، یادآور پرکوناس، یک خدای تندر است. پرکوناس خدای برتر کُواس است که کواس، خود خدای جنگ است. اسب سفید هم برای اشاره به بالت‌ها است. این ترجمه‌ها به ترجمهٔ نشان ملی آلمان که آدلر دارد و یادآور اودین خدای جنگ است شباهت دارد.

## پیشینه
قدیمی‌ترین نماد شوالیهٔ بر اسب به مُهر آلگیرداس، دوک بزرگ لیتوانی بازمی‌گردد در سال ۱۳۶۶. قدیمی‌ترین سکه‌هایی که نماد شوالیه داشتند نیز در اواخر سدهٔ ۱۴ میلادی ضرب می‌شدند. این شوالیه در آغاز به جای شمشیر، نیزه در دست داشت. در نیمهٔ نخست سدهٔ ۱۵ میلادی شوالیه به سمت چپ در حرکت بود.